# 흥선대원군 효유문
흥선대원군 효유문(興宣大院君 曉諭文)은 동학농민혁명 가담자들에게 해산을 권고하는 내용으로 1894년 8월에서 9월 사이에 전국 각지에 공포된 것이다. 대한민국 전북특별자치도 정읍시 덕천면, 동학농민혁명기념관에 있다. 2015년 12월 28일 전라북도의 유형문화재 제235호로 지정되었다.

## 지정사유
흥선대원군 효유문은 동학농민혁명 가담자들에게 해산을 권고하는 내용으로 1894년 8월에서 9월 사이에 전국 각지에 공포된 것이다. 효유문은『수록(隨錄)』, 『소모사실(召募事實)』,『속음청사(續陰晴史)』 등 사료에서 그 내용이 소개되었다. 동학농민혁명을 연구하는 데에 있어 귀중한 자료로 평가받고 있다.

## 같이 보기
- 동학농민혁명기념관

## 참고 자료
- 흥선대원군 효유문 - 국가유산청 국가유산포털